# Phrasenmäher (Band)
Phrasenmäher war eine deutsche Popband, die Ende 2003 in Hamburg gegründet wurde. Die Bandmitglieder haben zwischenzeitlich mehrere Jahre in Hildesheim gelebt, sind aber im Sommer 2013 wieder nach Hamburg gezogen.

## Geschichte
2006 wurde das Demo-Album Schon schön aufgenommen und bei Konzerten vertrieben. 2008 wurde das Debütalbum Ode an die Leude bei flowfish.records veröffentlicht. Der Gewinn des Lunatic Bandcontests (2008), der Publikumspreis beim Jugend kulturell Förderpreis in der Sparte Popmusik (2008) sowie der Gewinn der Rockstage bei So klingt Berlin förderten den Bekanntheitsgrad der Band. Aus beruflichen Gründen verließ der Schlagzeuger Tom Tomtom 2009 die Band und wurde durch Martin Renner (* 1984) ersetzt.
Die Band erhielt zweimal die Förderung der Initiative Musik mit Projektmitteln des Beauftragten der Bundesregierung für Kultur und Medien. Ohne einen großen Plattenvertrag schaffte es die Band in den öffentlich-rechtlichen Rundfunk. Durch Dasding wurde Andreas „Bär“ Läsker auf Phrasenmäher aufmerksam und nahm die Gruppe Anfang 2010 unter Vertrag. Zusätzlich konnte die Band Four Artists als neue Booking-Agentur gewinnen. Anfang 2010 schaffte es die Band bis auf Platz 2 der Dasding-Charts.
In den Jahren 2010 und 2011 wurden ca. 150 Club und Festivalkonzerte in ganz Deutschland gespielt.
Im Dezember 2011 waren Phrasenmäher als Support bei der "Für dich immer noch Fanta Sie"-Tour der Fantastischen Vier dabei. Diese führte sie nicht nur in deutsche Städte wie Stuttgart, Leipzig oder Düsseldorf, sondern erstmals auch nach Wien.
Am 20. April 2012 erschien das Live-Album Live Zu Begreifen. Das Material für die Live-Doppel-CD wurde während zwei Konzerten in Hildesheim im Januar 2012 aufgenommen.
Die am 10. Januar 2014 veröffentlichte Langfassung des Lieds „Zwei Jahre in“ hielt laut Guinness-Buch der Rekorde mit einer Laufzeit von 90 Minuten und 10 Sekunden bis zum 24. Oktober 2014 den Weltrekord für das längste offiziell veröffentlichte Lied.
Nach 13 Jahren Bandgeschichte hat sich die Band nach der Akustiktour zum Album Wir wären dann soweit auf unbestimmte Zeit aufgelöst. Ob sie wieder zusammenfinden, will man nicht versprechen.

## Stil
Phrasenmäher vereinen verschiedene Stilmittel. In Rezensionen wird zumeist eine Mischung aus Rock, Pop, Ska, Folk und A-Cappella beschrieben.

## Diskografie
- Schon schön (2006, Eigenproduktion)
- Ode an die Leude (2008, flowfish.records/Broken Silence)
- Sehr verstörte Damen und Herren (2011, flowfish.records/Broken Silence)
- Heimathiebe Vol. 1 (2011, flowfish.records) (Vertrieb im flowfish.store)[7]
- Live zu begreifen (2012, flowfish.records/Sony Music)
- 9 Hits, 3 Evergreens (17. Januar 2014, Sony Music)[8]
- Wir wären dann so weit (2. Oktober 2015, SPV Recordings)